# ボートマッチ
ボートマッチ（英: vote match）は、自分の政治思想に最も近い政党や候補者を測定できるインターネットサービス。voteは投票、matchは調和という意味。

## 概要
立候補者や政党に対し、選挙で争点となりそうな政策や問題に関するアンケートを送付。提出された回答を基にデータベースを作成し、有権者が同じアンケートに回答する事で、有権者と立候補者、または有権者と政党との考え方の一致度を測定することができる（政党に関しては、ボートマッチを主催している団体が各党のマニフェストなどを分析し、それをデータベース化している場合もある）。
ヨーロッパでは広く普及しているサービスである。

### 提供サービス
- 読売新聞
- 朝日新聞
- 毎日新聞
- 日本経済新聞 - β版。コンジョイト分析を利用。VETAが協力
- 47NEWS
- NHK
- zero選挙 - JX通信社が協力
- Yahoo!ニュース - デモクラシー創造研究所が監修。Manikenが協力
- 選挙ドットコム - 地方選挙ではテレビ局や新聞社と協力
- JAPAN CHOICE
- バール・オ・マート（ドイツ語版）（Wahl-O-Mat）
- WahlSwiper（ドイツ語版）
- ステムバイザー（オランダ語版）（StemWijzer）
- 英語圏・Vote Compass（英語版）
- Smartvote（ドイツ語版）

## 歴史
心理テストを元に1980年代後半にオランダで開発された。当時は紙によるテストで一致度も有権者自身が計算しなくてはならなかったが、デジタル化が進みコンピュータで計算できるようになった。1998年からインターネットによるサービスが始められる。その後、オランダ国内での普及が進み、更にヨーロッパの他の国へも広がった。現在ではドイツやブルガリア、フランス、スイス、ベルギーなどでも行なわれている。
日本では、2001年に行なわれた参議院議員選挙で初めて佐藤哲也がインターネットを利用した争点投票支援システムを実施した。その後、2007年の参議院議員選挙で毎日新聞社と日本版ボートマッチ ワーキング・グループがそれぞれ独自に、インターネットを通じてボートマッチを実施した。

### 年表
- 1980年代後半 - オランダで心理テストを元に開発される。
- 1989年 - オランダで実際の選挙で実施される。
- 1994年 - マスコミで取り上げられ、オランダでの認知度が高まる。完全デジタル化。
- 1998年 - オランダの選挙で、初めてインターネットによる試みが実施される。
- 2001年 - 日本でも参議院議員選挙を対象にした「投票エージェント実験」が佐藤哲也により実施された。
- 2002年 - オランダの総選挙で200万人以上の利用者を記録する。ドイツでもサービスが開始される。
- 2007年 - 日本で大手新聞社によるサービスが開始される。